# Бой при Султан-Якубе
Бой при Султан-Якубе 10—11 июня 1982 года — эпизод раннего этапа Ливанской войны. Бой стал результатом случайного проникновения израильского танкового подразделения в зону развёртывания сирийских войск. Попавшие в окружение израильские танки долгое время не могли пробиться из него, а брошенные на помощь резервные части в свою очередь не могли прорвать окружение снаружи. В конечном итоге израильская артиллерия сумела сформировать огневое прикрытие, под которым удалось вывести из окружения большую часть техники, однако восемь израильских танков были подбиты или брошены экипажами и достались сирийцам.

## Предшествующие события
Утром 10 июня 1982 года, на пятый день операции «Мир Галилее», израильские части вступили в долину Бекаа на востоке Ливана. Продвижение израильской техники замедлялось успешными действиями сирийских истребителей танков и вертолётов «Газель» и Ми-24 (по другой версии, Сирия не применяла Ми-24), однако после того, как израильские колонны преодолели узкий вход в долину и развернулись в ширину, пришло время непосредственного огневого контакта с основными силами сирийской обороны в этом районе. Соотношение сил сложилось в пользу израильтян: сирийская 1-я бронетанковая дивизия вместе с подкреплениями насчитывала от 350 до 400 танков, 150 артиллерийских орудий и примерно столько же оснащённых ПТУРами БРДМ-2, тогда как израильтяне располагали примерно 650 танками и 200 орудиями. В то же время сирийские части успели хорошо закрепиться на своих позициях, тогда как израильские танки были вынуждены атаковать их с хода. Тем не менее к 3 часам дня израильские 90-я и 252-я бронетанковые дивизии прорвали фронт противника, и сирийские войска были вынуждены начать отступление под угрозой попадания в котёл. Решительные действия сирийских командиров и ошибки израильских не позволили клещам сомкнуться, и сирийские войска вышли из окружения (потеряв почти всю технику). Отступление сирийцев происходило организованно и не перерастало в бегство, чему способствовала неготовность израильтян организовать быстрое преследование — причиной были опасения засад. Войска Авигдора Бен-Галя продвигались вглубь территории так же неспешно и методично, несмотря на настоятельные требования руководства к ночи выйти к шоссе Бейрут-Дамаск.

## Бой у Султан-Якуба
К вечеру 10 июня 362-й батальон ЦАХАЛа, шедший в авангарде наступающей бронетанковой бригады, продвигался от Джубб-Джаннина в сторону деревни Султан-Якуб. Высланный командиром бригады взвод разведчиков не обнаружил сил противника, и батальон вышел к Султан-Якубу, не ожидая сопротивления.
Однако когда израильские танки приблизились к домам на окраине Султан-Якуба, из зданий вдоль дороги был открыт огонь, значительную часть которого составляли противотанковые ракеты «Малютка». Выпущенные со слишком близкой дистанции ракеты не поразили цели, и командир батальона Ира Эфрони отдал приказ прорываться через Султан-Якуб с боем. Как оказалось впоследствии, его приказу последовали только три роты, и часть машин осталась позади. Танки и бронетранспортёры, пошедшие за командиром, на другой стороне деревни вышли в узкую долину. Здесь Эфрони решил переждать ночь.
Оказалось, однако, что бригадная разведка допустила серьёзную ошибку, и передовой батальон израильтян попал у Султан-Якуба в центр развёртывания сирийских войск. В этом районе сосредотачивались силы сирийской 58-й механизированной бригады, направленной в помощь 1-й дивизии, а также отдельные части самой 1-й дивизии. Когда Эфрони отправил своего заместителя за остатком батальона, тот вернулся с докладом о наличии значительных сил противника на пути из долины. Остаток ночи прошёл в спорадических атаках сирийских коммандос, которых израильские машины отгоняли пулемётным огнём.

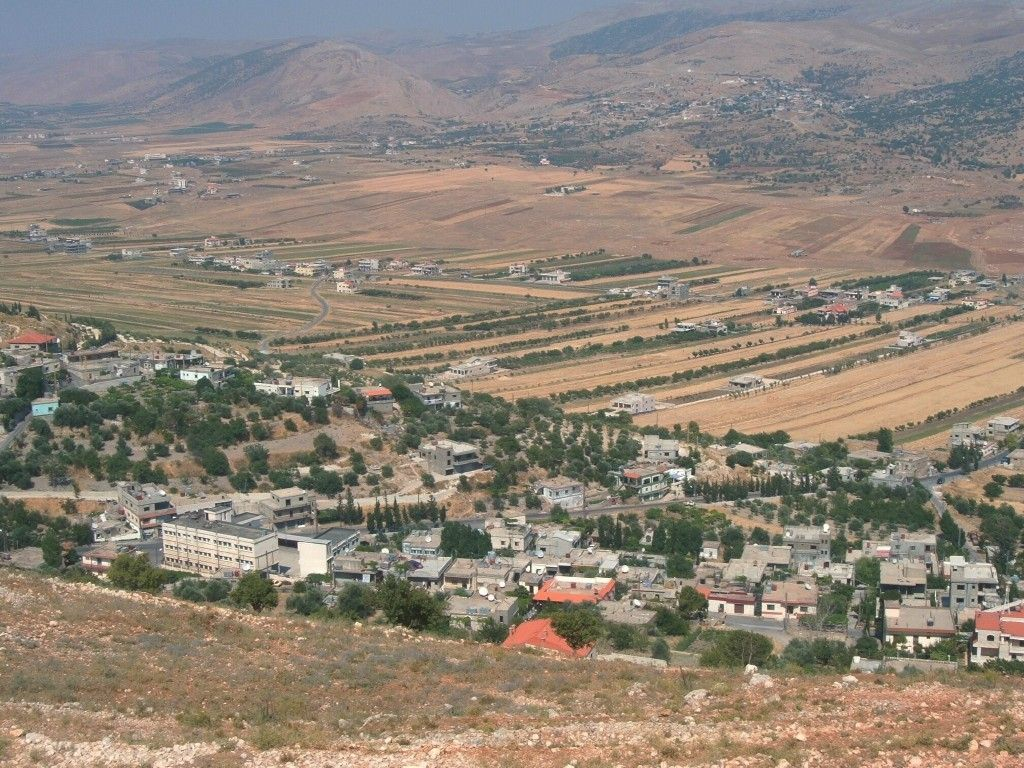
Южная оконечность долины, в которой проходил бой

К рассвету обе стороны осознали сложившуюся ситуацию: небольшие силы израильтян оказались в плотном окружении превосходящих сирийских войск. От атак силами пехоты сирийцы перешли к артиллерийскому обстрелу позиции Эфрони. Израильский командир запросил по радио помощь. Вне зависимости от этого запроса в район боя были уже направлены резервные израильские силы, задача которых состояла в установлении контроля над всем сектором, однако они увязли в бою с сирийцами в пяти километрах от Султан-Якуба.
Непосредственно на выручку батальона Эфрони были брошены два артиллерийских батальона, но и они не смогли прорвать кольцо сирийских войск. Тем не менее сами сирийцы не спешили завязывать танковый бой с израильтянами и продолжали обстреливать их издали и атаковать силами пехоты, вооружённой противотанковыми ракетами. Кроме того, израильские танки были атакованы с воздуха парой сирийских «МиГов», тогда как запрошенная Эфрони воздушная поддержка так и не появилась.
Израильтяне в сирийском кольце продолжали нести потери в живой силе и технике, у них заканчивались боеприпасы, и по настоянию командования было принято решение снова идти на прорыв. Примерно к 9 часам утра 11 июня почти все наличные артиллерийские силы ЦАХАЛа в данном районе были стянуты на холмы вокруг Султан-Якуба — не менее 11 артиллерийских батальонов были готовы открыть прикрывающий огонь, когда танки и бронетранспортёры Эфрони начнут движение. Экипажи подбитых танков были распределены по бронетранспортёрам, и израильтяне в артиллерийском окаймлении начали рывок, продолжавшийся 16 минут. По дороге был потерян ещё один танк, доведя общее число потерянных машин до восьми, и погибли ещё четверо военнослужащих. Прорыв был успешно завершён в 9:06.

## Итоги
Хотя большая часть подразделения Эфрони успешно вышла из сирийского окружения, организация его спасения отвлекла внимание почти всего штаба Бен-Галя, оставила другие израильские силы без артиллерийской поддержки и ещё больше замедлила продвижение ЦАХАЛа вглубь долины Бекаа. В поставленные сроки к шоссе Бейрут-Дамаск выйти не удалось.

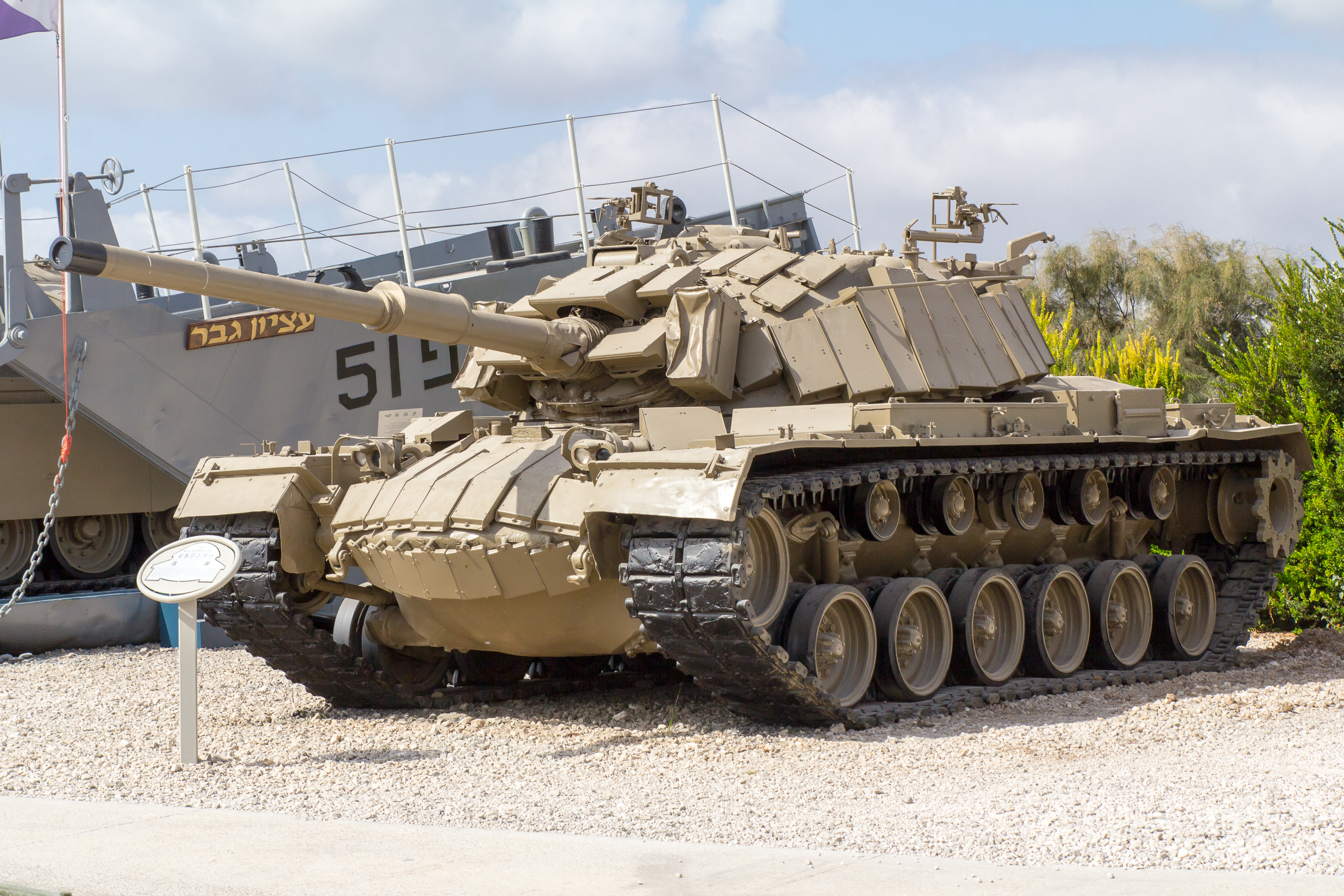
Танк «Магах-3», возвращённый Россией Израилю в 2016 году

В бою по неофициальным данным погибли от 25 до 35 израильтян, трое танкистов пропали без вести. По данным Авигдора Бен-Галя были выведено из строя несколько десятков израильских танков и бронетранспортёров. Подбитые и брошенные при выходе из окружения израильские танки «Магах» (в книге «Армии в Ливане 1982-84» указана модель M60, в других источниках — M48), нёсшие секретное на тот момент оборудование (в том числе новые снаряды и защиту от гранат РПГ и кумулятивных снарядов), не были эвакуированы или уничтожены, попав в руки сирийцев. Вероятно, операции по эвакуации или уничтожению брошенной техники помешало вступившее в силу в полдень 11 июня соглашение о прекращении огня между Израилем и Сирией; командиры ЦАХАЛа дошли до премьер-министра Бегина с просьбами позволить им отбить танки, оставленные под Султан-Якубом, но разрешения нарушить перемирие не получили.
Один из захваченных сирийцами танков M48 был передан впоследствии в СССР, где стал экспонатом Центрального музея бронетанкового вооружения и техники. В 2016 году по просьбе израильского премьер-министра Нетаньяху этот танк, ценный как память о пропавших танкистах, был возвращён в Израиль. Взамен музей получил из Израиля исправный танк того же типа с базы хранения.
Три солдата ЦАХАЛа — Захария Баумель, Иегуда Кац и Цви Фельдман — после боя пропали без вести. Их судьба оставалась неизвестной и более чем через три десятилетия; в 2004 году было принято решение считать их погибшими. 3 апреля 2019 года тело старшины Захарии Баумеля было возвращено в Израиль в результате тайной операции. 4 апреля Захария Баумель был похоронен на военном кладбище на горе Герцля в Иерусалиме. В результате операции израильских спецслужб 11 мая 2025 года  было возвращено тело старшего сержанта Цви Фельдмана.